# Sân bay Long Banga
Long Banga Airport (IATA: LBP) là một sân bay phục vụ Long Banga, một ngôi làng ở bang Sarawak,Malaysia.

## Lịch sử
Sân bay này là một vùng nhỏ cho đến khi có đường băng năm 1965. Trong 'cuộc chiến' với Indonesia, Quân đội Anh thành lập một cơ sở chuyển tiếp ở đây và cải thiện các đường băng với sự trợ giúp của các xe ủi đất nhỏ, đây cũng là nơi từ nhảy dù của Không quân hoàng gia. Theo Google Earth, đường băng cách 4 dặm về phía Tây.

## Các hãng hàng không và điểm đến
- Malaysia Airlines
  - MASwings (Marudi, Miri)